# 柳耀华
柳耀华（1947年2月—），男，汉族，湖北新洲人，中华人民共和国政治人物，曾任新疆维吾尔自治区公安厅党委书记、厅长，新疆维吾尔自治区政协副主席，副总警监。